# アルカディモン
アルカディモンはバンダイのモンスター育成玩具『デジタルモンスター』シリーズに登場する架空の生命体・デジタルモンスターの一種。当初は同作品を原作に置いた漫画作品『デジモンアドベンチャーVテイマー01』のオリジナルキャラクターだったが、後に公式設定の上でのデジタルモンスターの一種として正式に加えられた。
名前の由来は英語で理想郷を意味する「アルカディア」から。

## 概要
漫画『デジモンアドベンチャーVテイマー01』で初登場。物語の重大な鍵である超究極体であった。当初は漫画のオリジナルキャラクターだったが、後にデジタルモンスターとしての公式設定が作られ、カードゲームのスターター8でバンダイ側から公式なイラストも製作され、玩具では『ディースキャナVERSION2.0』にて初登場し、アニメでは『デジモンクロスウォーズ』にて初登場した。

## 種族としてのアルカディモン
強大な力と邪悪さを持ち、敵のエネルギーを吸収して強くなる妖獣型デジモン。存在その物が封印されていたデジモンであり、七大魔王デーモンが復活させようとしている超究極体とはこのアルカディモンのことではないかと言われている。

### アルカディモン幼年期II
- 世代/幼年期
- タイプ/妖獣型
- 属性/無し
- 必殺技/データドレイン

必殺技
データドレイン
背中から生える爪付きの腕のようなものを突き刺し敵からエネルギーを吸収する。
銀色の虫のような形状をしており、背中の口が開く。

### アルカディモン成長期
- 世代/成長期
- タイプ/妖獣型
- 属性/ウィルス
- 必殺技/ソウルアブソープション、イレイズシックル

必殺技
ソウルアブソープション
相手のデータを分解吸収する。
イレイズシックル
腕に付いている鎌で相手の構成データを破壊し消し去る。
2008年6月20日にデジモンウェブのデジモン図鑑に追加され、詳細設定が判明した。

### アルカディモン成熟期
- 世代/成熟期
- タイプ/妖獣型
- 属性/ウィルス
- 必殺技/プリズンフィスト、スナッチウィップ

必殺技
プリズンフィスト
相手のデータをプログラムレベルで破壊する。
スナッチウィップ
腕から生える複数の触手で相手を突き刺し、構成データを剥き取り吸収し自らのデータにする。

### アルカディモン完全体
- 世代/完全体
- タイプ/妖獣型
- 属性/ウィルス
- 必殺技/ドットマトリクス、フリーズテンタクルス

必殺技
ドットマトリクス
胸から物体やエネルギーを0と1に分解してしまうエネルギー波を放ち、相手のデータを粒子状に分解して吸収してしまう技。このエネルギー波は不可視であり、モーションも無いので回避はほぼ不可能である。
フリーズテンタクルス
触手状の手で相手のデータを動けなくした後に、生命活動を停止させる。
羽が大きく発達し、相手を0と1に分解した後に胸から丸ごと吸収する。

### アルカディモン究極体
- 世代/究極体
- タイプ/妖獣型
- 属性/ウィルス
- 必殺技/ドットマトリクス、イグザイルスピア

必殺技
イグザイルスピア
デジタルワールドから完全消去して、データを強制追放する最凶の一撃。

### アルカディモン超究極体
世界の生態系のバランスを崩すほどの能力を持つという超究極体。漫画『デジモンアドベンチャーVテイマー01』においてはデジメンタルの使用により進化したが、アルカディモンにはデジメンタルを使用しなくともこの姿になれる素質はあるらしい。
- 世代/超究極体
- タイプ/妖獣型
- 属性/ウィルス
- 必殺技/ディストピアランシーズ、ゴッドマトリックス

必殺技
ディストピアランシーズ
触れるだけでデジモンや攻撃エネルギーのデータを吸収してしまう無数の触手を放つ。
ゴッドマトリックス
不可視の波動で何物をも一瞬で0と1のデータに分解してしまう防御不能の技。「ドットマトリクス」の強化版であり、出力は大幅に上昇し、さらに技を使う際のエネルギーすら必要としない。

### 亜種・関連種・その他
- ネオデビモン
- カリスモン
- パニモン
- リュカモン
- ヘルムモン
- デーモン

## 登場人物としてのアルカディモン
漫画『デジモンアドベンチャーVテイマー01』
デーモンが復活させ、テイマー彩羽ネオが操るデジモンとして登場。名付け親はネオで、幼年期から超究極体にかけて呼称に変化が無いことから、種族名であると同時に固有名である可能性がある。「成長過程においてもすべてのモンスターの常識を越える」との言葉通り、成長期の時点で究極体とも渡り合える強さを持ち、セラフィモンのエクスキャリバーを素の腕で受け止めるなど、常識外の強さを誇る。幼年期の時にピエモンのエネルギーを吸収して成長期へ進化、さらにフルパワーのレオとセラフィモンのエネルギーの一部を吸収して成熟期、セラフィモンの力を吸収して完全体、デーモンを丸ごと吸収することで究極体へと進化していった。そしてネオによるデジメンタルの使用により、超究極体へと進化してしまう。その並外れた戦闘力の前に成熟期で三大天使の一人であるセラフィモン、完全体で七大魔王のデーモン、究極体で全デジモンの中でも屈指の戦闘力を誇り、ロイヤルナイツの一人であるオメガモンすら倒されてしまった。
『デジモンクロスウォーズ』（アニメ版および漫画版）
アニメ版では第22話にて完全体の姿で登場。ゾーンの狭間に住み、ゾーンを行き交う者たちを襲って食べる凶暴なデジモンとして登場し、バグラ軍三元士の一人であるリリスモンの配下デジモンで、彼女のペットでもある。ゾーン移動中のクロスハートを襲い、タイキ以外のメンバーを全員捕らえて餌にしようとするが、駆け付けたタイキとワイズモンの活躍で形勢逆転され、デジメモリで召喚されたダークドラモンの「ギガスティックランス」とシャウトモンX5の「メテオインパクト」によって下半身を消し飛ばされ、上半身もリリスモンが様子を見に来た頃には既に遅く彼女の前で消滅した。本作品では特殊な技や能力は使わなかった。
一方、漫画版では第16話にてリリスモンの配下デジモンとして究極体の姿でジュピターゾーンでの戦いで登場したデジモンの一体として登場。クロスハート・ブルーフレア連合軍、ロイヤルナイツと善戦するが、ドゥフトモンの作ったワクチンプログラムを受けたアルフォースブイドラモンの「ドラゴンインパルスX」によって倒された。